# Toromocho
Toromocho (Chino:特罗莫克山) es una montaña de 4.600 metros de alto situada en la región de Junín, en el Perú. Toromocho pertenece a una mina de cobre explotada por Chinalco, empresa minera propiedad del gobierno chino.

## Historia
La mineralización de Toromocho, una vez conocida, fue explotada a pequeña escala durante muchos años por la empresa Cerro de Pasco Corporation y su sucesor, luego de la nacionalización durante el gobierno de Juan Velasco Alvarado,  Centromin Entre 1966 y 1976 la montaña no fue prácticamente explotada. Toromocho pertenece a una mina de cobre explotada por Chinalco, empresa minera propiedad del gobierno chino.